# Кабаниха (персонаж)
Кабаниха — героиня пьесы А. Н. Островского «Гроза». Полное имя — Марфа Игнатьевна Кабанова. Является главой купеческого семейства Кабановых, вдова.

## Образ героини
Кабанова с первого действия предстаёт лицемерной старой купчихой, привыкшей к почтению и беспрекословному послушанию. Она жестока, ежедневно обижает своих домочадцев: сына Тихона, дочь Варвару и невестку Катерину. Её крутой нрав отмечают не только домашние, но и посторонние.
«...Нищих оделяет, а домашних заела совсем.»
«Маменька-то у вас больно крута», — отмечает Кулигин, один из героев пьесы, в разговоре с Тихоном Кабановым.
Кабаниха уверена, что семья строится на страхе, и постоянно твердит сыну: «Как зачем бояться! Да ты рехнулся, что ли? Тебя не станет бояться, меня и подавно. Какой же это порядок-то в доме будет? Ведь ты, чай, с ней в законе живешь».
Представители молодого поколения пьесы называют её змеёй (дочь Варя), нависшей грозой (сын Тихон), ханжой (Кулигин), старое поколение (Феклуша) — матушка Марфа Игнатьевна.
Кабаниха религиозна, но её вера лишь напоказ: она подаёт милостыню, молится усердно, но при этом груба, жестока и не церемонится с окружающими. Она уверена, что если старшего поколения не станет, то наступят последние времена.
"Что будет, как старики перемрут, как будет свет стоять, уж и не знаю".
Всю полноту её бессердечности и жестокосердия можно увидеть в явлении шестом пятого действия, когда Тихон понимает, что его жена бросилась в Волгу. Кабаниха тогда не пускает сына даже глазком взглянуть: «Прокляну, коли пойдешь... Вытащут: взглянешь».

## Мнения критиков
Литературовед С. З. Бураковский отмечает, что преобладающее качество характера Кабанихи — деспотизм, который вызван убеждённостью житейского домостроя. Её требования вызваны верой в непогрешимость принципов и понятий, господствовавших в старину.
«Её возмущает, что молодое поколение нарушает и забывает обычаи старины: провожая сына Тихона в дорогу, она осуждает его за то, что он ей в ноги не кланяется, что не умеет приказывать жене, как она должна жить без него, укоряет невестку Катерину в том, что та, проводив мужа, не воет и не лежит на крыльце, чтобы показать свою любовь.»
Всех сильнее её нрав чувствует её невестка Катерина: она её оговаривает, нравоучает при каждом удобном моменте, осуждает, злится. Её бессердечие показано в полной мере, когда она злобно радуется измене Катерины и её признанию. Она поучает сына, что такую жену не жалеть надо, а в землю закопать.
Тихомиров В. В. также отмечает что Кабаниха «изо всех сил держится за традиции ... её навязчивые наставления не блажь, а отчаянная попытка сохранить то, что, в её представлении, оставалось единственно правильным образом жизни. Сама же Кабаниха невольно подталкивает Катерину к измене мужу, когда унижает её, заставляя Тихона давать жене наставления перед отъездом. При этом она по-прежнему подозревает, что Катерина способна на измену: слишком та необычно себя ведёт».
Анализируя этносоциометрию произведения, О. С. Клишина отмечает, что «общение наиболее яркой представительницы "темного царства", Марфы Кабановой, Кабанихи, также весьма показательно... высказывания наиболее негативно окрашены: 156 ругательных реплик, 50 нейтральных и всего 19 положительных. Отрицательный настрой, постоянная агрессия говорят скорее о слабости, чем о силе этой представительницы уходящего слоя провинциального купечества».
Лотман Л. М. видит в виде образах Кабанихи и её невестки Катерины «две противоположные силы народной жизни, между которыми проходят "силовые линии" конфликта в драме... Кабаниха — убеждённая и принципиальная хранительница старины, раз навсегда найденных и установленных норм и правил жизни. Катерина — вечно ищущая, идущая на смелый риск ради живых потребностей своей души, творческая натура».

## Фильмография героини
- В фильме «Гроза» 1912 года роль Кабанихи исполняет актриса Лидия Сычева
- В фильме Гроза (фильм, 1933) роль исполняет Варвара Массалитинова
- В телеспектакле «Гроза» 1977 года роль исполняет Ольга Хорькова
- В фильме 2019 года — Виктория Толстоганова